# السینور (کشتی بخار)
السینور (کشتی بخار) (به انگلیسی: Elsinore (steamboat)) یک کشتی است.